# Пожаровская
Пожаровская — деревня в Плесецком районе Архангельской области.

## География
Находится в западной части Архангельской области на расстоянии приблизительно 87 км на юго-запад по прямой от административного центра района поселка Плесецк недалеко от левого берега реки Онега.

## История
В 1873 году здесь (деревня Пудожского уезда Олонецкой губернии было учтено 15 дворов, в 1905 — 26. До 2021 года входила в Конёвское сельское поселение до его упразднения.

## Население
Численность населения: 90 человек (1873 год), 168 (1905), 0 как в 2002 году, так и в 2010.